# Karl Heinrich Möseler Verlag
Der Karl Heinrich Möseler Verlag war ein Verlag für „Klassische Musik“  mit Sitz in Wolfenbüttel. Das Programm umfasste weltliche und geistliche Chormusik, Kammermusik und Orchestermusik von der Renaissance bis in das 21. Jahrhundert. Zu den Komponisten des Hauses gehörten insbesondere Felicitas Kukuck, Wolfgang Stockmeier und Alfred Koerppen.

## Geschichte
Die Vorgänger des Möseler Verlages reichen bis in das Jahr 1821 zurück. Es sind: die Hartmann’sche Kunst- und Musikalienhandlung, der Verlag von L. (Louis) Holle, der Verlag von Julius Zwißler und der Georg Kallmeyer Verlag (das ist nicht die Kallmeyer’sche Verlagsbuchhandlung im Friedrich Verlag), die alle ihren Sitz in Wolfenbüttel hatten. Verleger Georg Kallmeyer war in den 1920er Jahren eng mit der Jugendmusikbewegung um Fritz Jöde verbunden. Nach 1933 arbeitete der Verlag eng mit dem Kulturamt der Reichsjugendführung unter Karl Cerff zusammen. Dadurch wurde er zum bevorzugten Verlag der Hitlerjugend und war ab 1934 offizieller Herausgeber der Musikblätter der Hitlerjugend. 
Nach dem Tod Georg Kallmeyers wurde 1945 Karl-Heinz Möseler (1912–1984) Verlagsleiter. Er erhielt 1947 die Genehmigung der zuständigen Militärbehörde die Produktion und Verkauf von Noten wieder aufzunehmen. Der Verlag befand sich im Privatbesitz.
Im Jahr 2017 wurde der Verlag geschlossen, das Verlagsprogramm wird von der in Mainz angesiedelten Schott Music weitergeführt.